# Elferkopf
L'Elferkopf est une montagne qui s’élève à 2 387 m d’altitude dans Alpes d'Allgäu, en Autriche.